# Lee Yoon-ji
Lee Yoon-ji (née le 15 mars 1984) est une actrice sud-coréenne. Après avoir fait ses débuts dans la sitcom Nonstop 4, Lee a joué dans les séries télévisées Pure 19 (2004), Princess Hours (2006), Dream High (2011), The King 2 Hearts (2012) et Wang's Family (2013). Elle a aussi pris part à la première saison de l'émission We Got Married (2008-2009) et a joué dans la comédie romantique Couples (2011).

## Carrière
Lee Yoon-ji a fait ses débuts en 2003 avec la sitcom de MBC Nonstop 4. Elle a depuis joué dans plusieurs projets télévisés tels que Pure 19 (KBS, 2004), Princess Hours (MBC, 2006), King Sejong the Great (KBS, 2008), Dream High (KBS, 2011), The King 2 Hearts (MBC, 2012), et The Great Seer (SBS, 2012),.
Elle a présenté le programme Entertainment Weekly sur KBS la même année que sa participation à la première saison de We Got Married, où elle formait un couple avec Kangin des Super Junior,. Elle a fait ses débuts au théâtre avec la pièce Proof, qui a remporté le Prix Pulitzer coréen en 2010.
En 2011, Lee décroche son premier rôle principal au cinéma avec la comédie romantique Couples,.
Elle, Danny Park et Kim Eui-sung ont joué dans 992, un film de 13 minutes fait par Wonsuk Chin en utilisant un iPhone 4S. Le court-métrage a fait sa première au 2012 Macworld et a été diffusé sur YouTube. Son nom vient des chaussures de running New Balance préférées de l'ancien PDG d'Apple Steve Jobs,.
Lee a présenté le talk-show de SBS Healing Camp, Aren't You Happy pour un épisode, après la mort du père de son amie Han Hye-jin en novembre 2012,.
De 2013 à 2014, Lee a joué l'un des rôles principaux dans Wang's Family, un drama familial qui a eu de bons avis,,. Elle a ensuite joué dans Dr. Frost (2014) puis la comédie romantique Ex-Girlfriend Club.

## Vie privée
Lee a épousé un dentiste le 27 septembre 2014 au DLI 63 Building dans Yeouido à Séoul,,,,.

## Filmographie

### Séries télévisées
- 2003 : Nonstop 4  :  Lee Yoon-ji
- 2004 : Han River Ballad  :  Yoon Da-young
- 2005 : Biscuit Teacher and Star Candy : Na Seon-jae
- 2005 : Sisters of the Sea : Song Choon-hee
- 2006 : Princess Hours : Princesse Hye-myung
- 2006 : Pure 19 : Park Yoon-jung
- 2007 : By My Side  :  Seo Eun-joo
- 2008 : King Sejong the Great : Queen Soheon
- 2008 : HDTV Literature "Spring, Spring Spring" : Hye-eun
- 2009 : Children of Heaven : Yoon Sa-rang
- 2009 : Heading to the Ground  : Oh Yeon-yi
- 2010 : John and Rugalda, Two Virgin Spouses : Lee Soon-yi/Rugalda
- 2010 : Dandelion Family : Park Hye-won
- 2011 : Dream High : Shi Kyung-jin
- 2011 : Drama Special "Terminal" : Yeon-soo
- 2012 : The King 2 Hearts : Lee Jae-shin
- 2012 : The Great Seer : Ban-ya
- 2013 : Dating Agency: Cyrano : Ma Jae-in
- 2013 : Wang's Family : Wang Gwang-bak
- 2014 : Drama Special "That Kind of Love" : Yeon-soo
- 2014: Dr. Frost : Song Sun
- 2015 : Ex-Girlfriend Club  :  Jang Hwa-young
- 2016 : My Horrible Boss : Ok Da-Jeong

### Films
- 2004 : Dead Friend : Eun-jung
- 2011 : Social Network Interaction Movie - Episode X3 : Ray
- 2011 : Couples  : Ae-yeon
- 2012 : 992

### Émissions de variétés
| Année     | Titre                                                    | Chaîne  | Notes                                                      |
| --------- | -------------------------------------------------------- | ------- | ---------------------------------------------------------- |
| 2003      | Declaration of Freedom Saturday Big Operation - Rose War | KBS2    | téléréalité/émission de variétés                           |
| 2008-2010 | Entertainment Weekly                                     | KBS2    | Présentatrice; programme divertissant d'information        |
| 2008-2009 | We Got Married Saison 1                                  | MBC     | Casting (épisodes 39-55); téléréalité/émission de variétés |
| 2009      | Love Tree 36.5                                           | OnStyle |                                                            |
| 2009      | Big Star X-File                                          | KBS2    |                                                            |
| 2011      | Yoo Jae-suk and Kim Won-hee's Come to Play               | MBC     | talk show                                                  |
| 2012      | Healing Camp                                             | SBS     | Présentatrice (épisode 70); talk show                      |
| 2013      | Miss Korea 2013                                          | Y-Star  | Présentatrice; concours de beauté                          |

### Vidéoclips
| Année | Chanson  | Artiste |
| ----- | -------- | ------- |
| 2007  | "Misery" | Bay     |

## Pièces de théâtre
- 2010 : Proof : Catherine

## Discographie
| Année | Chanson                                                                                | Notes                                      |
| ----- | -------------------------------------------------------------------------------------- | ------------------------------------------ |
| 2003  | "Happy Days"                                                                           | morceau tiré de l'OST de Nonstop 4         |
| 2006  | "Here Comes Love"                                                                      | morceau tiré de l'OST de Pure 19           |
| 2010  | "Snow Falling in My Heart"                                                             | morceau tiré de Love Tree Project,         |
| 2011  | "Our Love Shines" (chanté avec Gong Hyung-jin, Kim Joo-hyuk, Lee Si-young, Oh Jung-se) | morceau tiré de l'OST de Couples           |
| 2012  | "I Long for You"                                                                       | morceau tiré de l'OST de The Great Seer    |
| 2012  | "First Love"                                                                           | morceau tiré de l'OST de The King 2 Hearts |
| 2014  | "That Person" (duo avec Han Joo-wan)                                                   | morceau tiré de l'OST de Wang's Family     |

## Publicités
| Année     | Produit                                             |
| --------- | --------------------------------------------------- |
| 2003      | Johnson & Johnson - Clean & Clear                   |
| 2003      | Lotte World Corn                                    |
| 2004      | SK Telecom - Speed 011 Speed 010                    |
| 2004      | ZippyZiggy Clothing                                 |
| 2004-2005 | Nong Shim Potato Chips                              |
| 2005      | CJ CheilJedang - Haechandle Hot Pepper Paste        |
| 2007      | Betty Boop Clothing                                 |
| 2007      | Sempio - Hyangshin Ganjang                          |
| 2007      | Acuvue 1 Day Define                                 |
| 2007      | Dongwha Pharm - Gas-hwal-myungsoo Indigestion Drink |
| 2008      | Seoul Milk Cheese - Organic Fresh Cheese            |
| 2008      | Hi-Mart                                             |
| 2009      | CJ Foodville - VIPS                                 |
| 2009-2010 | LG Household & Healthcare - Cathy Cat               |
| 2010      | Korean Federation of Community Credit Cooperative   |
| 2011      | Chaesundang Shabu Shabu                             |
| 2011      | NeoPharm - Dr. MLE                                  |
| 2011      | BMW X3                                              |

## Récompenses et nominations
| Année | Cérémonie                                    | Catégorie                                            | Travail nommé         | Résultat   |
| ----- | -------------------------------------------- | ---------------------------------------------------- | --------------------- | ---------- |
| 2006  | KBS Drama Awards                             | Best New Actress                                     | Pure 19               | Lauréat    |
| 2007  | MBC Drama Awards                             | Golden Acting Award, Actress in a Serial Drama       | By My Side            | Lauréat    |
| 2008  | KBS Drama Awards                             | Excellence Award, Actress in a Serial Drama          | King Sejong the Great | Lauréat    |
| 2008  | KBS Drama Awards                             | Excellence Award, Actress in a One-Act Drama/Special | Spring, Spring Spring | Nomination |
| 2011  | Men's Health                                 | 2011 Vital Woman                                     | NC                    | Lauréat    |
| 2011  | 19th Korean Culture and Entertainment Awards | Best Actress                                         | Couples               | Lauréat    |
| 2011  | 4th Korea Drama Awards                       | Best Supporting Actress                              | Dream High            | Nomination |
| 2011  | KBS Drama Awards                             | Best Supporting Actress                              | Dream High            | Lauréat    |
| 2012  | 1st K-Drama Star Awards                      | Acting Award, Actress                                | The King 2 Hearts     | Nomination |
| 2012  | MBC Drama Awards                             | Excellence Award, Actress in a Miniseries            | The King 2 Hearts     | Lauréat    |
| 2012  | SBS Drama Awards                             | Excellence Award, Actress in a Drama Special         | The Great Seer        | Nomination |
| 2013  | KBS Drama Awards                             | Excellence Award, Actress in a Serial Drama          | Wang's Family         | Nomination |